# Antowain Smith
Antowain Drurell Smith (nascido em 14 de março de 1972) é um ex-jogador profissional de futebol americano dos Estados Unidos, que atuou como running back por nove temporadas na National Football League (NFL), mais notavelmente com o New England Patriots, com quem venceu dois Super Bowls, e com o Buffalo Bills. Com 1,88 m e 105 kg, o estilo de corrida poderoso de Smith o tornou um corredor eficaz entre as trincheiras.

## Infância
Smith estudou na Stanhope Elmore High School em Millbrook, Alabama e jogou futebol apenas no seu último ano de ensino médio.

## Carreira universitária
Smith trabalhou em uma fábrica por dois anos antes de ingressar no East Mississippi Junior College em 1993. Em East Mississippi, Smith foi um running back All-American do JUCO. Em 1995, Smith transferiu-se para a Universidade de Houston e jogou duas temporadas pelo time de futebol americano Houston Cougars, como running back. Em 21 jogos com Houston, Smith correu para 1.847 jardas e 19 touchdowns. Entre os recordes de Smith, estão o maior touchdown da história da universidade, com 96 jardas, e seis touchdowns em um único jogo.
Em sua temporada final, Smith correu para 1.239 jardas e 14 touchdowns, além de ter pego 28 passes para 201 jardas e outro touchdown.

## Carreira profissional
Antowain Smith foi selecionado na primeira rodada do Draft da NFL de 1997 pelo Buffalo Bills. Em sua temporada de novato, Smith correu para 840 jardas e 8 touchdowns, além de ter pegado 28 passes. Na temporada seguinte, Smith correu para 1.124 jardas e novamente marcou 8 vezes, embora sua média de jardas por corrida tenha caído de 4,3 para 3,7. Smith conquistou apenas 27 jardas totais na derrota dos Bills para os Tennessee Titans nos playoffs de 1998. A temporada seguinte foi decepcionante, com Smith marcando 6 touchdowns e correndo para apenas 614 jardas. No jogo de playoffs contra o Tennessee, ele correu para 79 jardas e dois touchdowns, mas os Bills ainda perderam. Após cair em desgraça com a comissão técnica, Smith correu para apenas 354 jardas e 4 touchdowns em 2000.
Na temporada seguinte, Smith rejuveneceu sua carreira profissional quando se juntou ao New England Patriots. Ele correu para 1.157 jardas e 12 touchdowns na temporada regular. Nos playoffs, ele também correu para 204 jardas enquanto os Patriots conquistavam o Super Bowl XXXVI. O momento icônico de Smith foi ser o primeiro jogador dos Patriots a correr para o campo após Adam Vinatieri chutar o field goal da vitória quando o tempo acabou. Este é o momento mais lembrado de sua carreira. Os números de Smith caíram um pouco em 2002, com ele correndo para 982 jardas e 6 touchdowns. No entanto, ele se envolveu mais no jogo aéreo, pegando 31 passes, incluindo 2 touchdowns. 2003 foi a última temporada de Smith em New England, onde ele correu para 642 jardas, embora ainda tenha liderado o time em jardas terrestres. Seu desempenho nos playoffs melhorou, com ele correndo para 252 jardas e 2 touchdowns enquanto os Patriots conquistavam seu segundo título do Super Bowl, o Super Bowl XXXVIII.
Smith se juntou ao Tennessee Titans em 2004 e correu para 509 jardas. Foi a única temporada de sua carreira em que ele não registrou nenhum jogo com mais de 100 jardas. Smith jogou sua última temporada na NFL em 2005, com o New Orleans Saints, correndo para 659 jardas e 3 touchdowns. Durante sua carreira, Smith jogou em 131 jogos, correndo para 6.881 jardas e 54 touchdowns, ficando em 50º e 44º lugar nas listas de todos os tempos, respectivamente.

## Estatísticas da carreira na NFL
| Legenda | Legenda             |
| ------- | ------------------- |
|         | Ganhou o Super Bowl |
|         | Liderou a liga      |
| Negrito | Recorde da carreira |

### Temporada Regular
| Ano  | Time | Jogos | Jogos | Corridas | Corridas | Corridas | Corridas | Corridas | Recepção | Recepção | Recepção | Recepção | Recepção |
| Ano  | Time | JD    | JI    | Att      | Jardas   | Média    | Longa    | TD       | Rec      | Jardas   | Média    | Longa    | TD       |
| ---- | ---- | ----- | ----- | -------- | -------- | -------- | -------- | -------- | -------- | -------- | -------- | -------- | -------- |
| 1997 | BUF  | 16    | 0     | 194      | 840      | 4.3      | 56       | 8        | 28       | 177      | 6.3      | 19       | 0        |
| 1998 | BUF  | 16    | 14    | 300      | 1,124    | 3.7      | 30       | 8        | 5        | 11       | 2.2      | 9        | 0        |
| 1999 | BUF  | 14    | 11    | 165      | 614      | 3.7      | 52       | 6        | 2        | 32       | 16.0     | 23       | 0        |
| 2000 | BUF  | 11    | 3     | 101      | 354      | 3.5      | 59       | 4        | 3        | 20       | 6.7      | 9        | 0        |
| 2001 | NWE  | 16    | 15    | 287      | 1,157    | 4.0      | 44       | 12       | 19       | 192      | 10.1     | 41       | 1        |
| 2002 | NWE  | 16    | 15    | 252      | 982      | 3.9      | 42       | 6        | 31       | 243      | 7.8      | 35       | 2        |
| 2003 | NWE  | 13    | 6     | 182      | 642      | 3.5      | 30       | 3        | 14       | 92       | 6.6      | 16       | 0        |
| 2004 | TEN  | 13    | 4     | 137      | 509      | 3.7      | 43       | 4        | 22       | 169      | 7.7      | 31       | 0        |
| 2005 | NOR  | 16    | 7     | 166      | 659      | 4.0      | 42       | 3        | 12       | 46       | 3.8      | 8        | 0        |
|      |      | 131   | 75    | 1,784    | 6,881    | 3.9      | 59       | 54       | 136      | 982      | 7.2      | 41       | 3        |

### Playoffs
| Ano  | Time | Jogos | Jogos | Corridas | Corridas | Corridas | Corridas | Corridas | Recepção | Recepção | Recepção | Recepção | Recepção |
| Ano  | Time | JD    | JI    | Att      | Jardas   | Média    | Longa    | TD       | Rec      | Jardas   | Média    | Longa    | TD       |
| ---- | ---- | ----- | ----- | -------- | -------- | -------- | -------- | -------- | -------- | -------- | -------- | -------- | -------- |
| 1998 | BUF  | 1     | 1     | 7        | 15       | 2.1      | 7        | 0        | 1        | 12       | 12.0     | 12       | 0        |
| 1999 | BUF  | 1     | 0     | 14       | 79       | 5.6      | 44       | 2        | 0        | 0        | 0.0      | 0        | 0        |
| 2001 | NWE  | 3     | 3     | 53       | 204      | 3.8      | 19       | 0        | 1        | 4        | 4.0      | 4        | 0        |
| 2003 | NWE  | 3     | 3     | 64       | 252      | 3.9      | 35       | 2        | 2        | 9        | 4.5      | 8        | 0        |
|      |      | 8     | 7     | 138      | 550      | 4.0      | 44       | 4        | 4        | 25       | 6.3      | 12       | 0        |